# Pieve Santa Luce
Pieve Santa Luce (già Santa Maria a Fine) è una frazione del comune italiano di Santa Luce, nella provincia di Pisa, in Toscana.

## Geografia fisica
Il borgo di Pieve Santa Luce è situato nella cosiddetta Val di Fine, in pianura sulla riva sinistra del fiume. Pieve Santa Luce si sviluppa lungo la strada provinciale 37 delle Colline per Santa Luce, a metà strada tra Santa Luce e Orciano Pisano.
Il paese dista 3 km dal capoluogo comunale e circa 45 km da Pisa.

## Storia
Il borgo nacque in epoca alto-medievale nel periodo della dominazione longobarda, in quanto la presenza di una chiesa è qui documentata sin dall'VIII secolo. Una prima testimonianza di questa località risale ad un documento redatto a Lucca il 18 maggio 877, in cui si ricorda di come Tendicio del fu Teudelgrimo ricevette in enfiteusi dal vescovo di Pisa Giovanni «la metà di una casa dominicale con sua corte compresa nei confini delle Colline in luogo appellato Sala Tachaldi, presso la chiesa battesimale di S. Angelo». Il luogo definito come Sala di Tacaldo è stato identificato nell'attuale podere La Buca, presso Pieve Santa Luce. La frazione si è poi sviluppata nel corso dei secoli come borgo agricolo e conserva ancora oggi la caratteristica edilizia a corte. Nel 1745 sono censiti a Pieve Santa Luce 176 abitanti e nel 1840 erano aumentati a 452 unità. Nel 1846 la frazione fu colpita da un terremoto che danneggiò l'antica pieve e parte delle abitazioni.

## Monumenti e luoghi d'interesse
- Pieve di Santa Maria Assunta e di Sant'Angelo, antica pieve alto-medievale della frazione, costituisce il nucleo antico intorno al quale è nato e si è sviluppato il borgo. L'aspetto attuale è da ascriversi alle ristrutturazioni effettuate in seguito al terremoto del 1846 che danneggiò gravemente la chiesa: sopravvivono l'abside originaria e la base del campanile, entrambe da riferire al XII secolo, oltre che alcuni capitelli delle colonne all'interno, il fonte battesimale e una terracotta robbiana.[2] Di fronte alla chiesa è situato il cimitero della frazione.